# 香清
香清（1960年—），是一位越南西貢出生的歌手，定居於法國，被譽爲“越南民歌古樂在歐洲的使者”（越南语：／）。自幼在有古樂傳統的家庭中長大，兼學習古傳音樂和改良劇。在歐洲聽衆群體較廣，演唱越南民歌既搭配古典樂器，也會融入爵士樂元素。